# Quinns Rocks
Quinns Rocks är en ort i Australien. Den ligger i kommunen Wanneroo och delstaten Western Australia, omkring 34 kilometer nordväst om delstatshuvudstaden Perth. Antalet invånare är 7 991.
Runt Quinns Rocks är det mycket tätbefolkat, med 1 411 invånare per kvadratkilometer.. Närmaste större samhälle är Wanneroo, omkring 12 kilometer sydost om Quinns Rocks. 
Genomsnittlig årsnederbörd är 820 millimeter. Den regnigaste månaden är juli, med i genomsnitt 142 mm nederbörd, och den torraste är januari, med 11 mm nederbörd.